# Alexander Van der Bellen
Alexander Van der Bellen, avstrijski politik in ekonomist, * 18. januar 1944, Dunaj, Avstrija.
Van der Bellen je od leta 2017 predsednik Republike Avstrije. Pred tem je bil profesor ekonomije na Univerzi na Dunaju, po vstopu v politiko pa je bil tiskovni predstavnik avstrijske Zelene stranke.
Kot potomec ruske cesarske aristokratske družine Van der Bellen (Aleksander von der Bellen) nizozemskega rodu po očetovi liniji, se je rodil v Avstriji staršema ruskega in estonskega porekla, ki sta bila begunca pred stalinizmom. Leta 1958 je s starši postal naturalizirani državljan Avstrije. Bil je član nacionalnega sveta, v letih 1994 do 2012 zastopal Zeleno stranko. Bil je tudi vodja stranke in njene poslanske skupine.
Na predsedniških volitvah leta 2016 je kandidiral kot nominalno neodvisni kandidat s podporo Zelenih. V prvem krogu je končal na drugem mestu od šestih kandidatov, nato pa v drugem krogu zmagal proti Norbertu Hoferju, članu Svobodnjaške stranke. 1. julija, malce pred načrtovano predsedniško prisego, je ustavno sodišče razveljavilo izide drugega kroga glasovanja, ker so bili glasovi odsotnih neustrezno prešteti prezgodaj. 4. decembra 2016 je zmagal na ponovljenih volitvah in prejel približno 54 % glasov.
Van der Bellen se je opisal kot sredinski liberalec in podpornik zelene ter socialno liberalne politike. Kot je razloženo v njegovi knjigi iz leta 2015, podpira Evropsko unijo in zagovarja evropski federalizem. Med predsedniškimi volitvami je nagovoril politično sredino, podprli pa so ga tako voditelji Socialdemokratske stranke kot konservativne Ljudske stranke. Van der Bellen je drugi zeleni predsednik države Evropske unije (za Raimondsom Vējonisom iz Latvije) in prvi, ki je bil neposredno izvoljen z ljudskim glasovanjem.